# Dassault Mirage 5

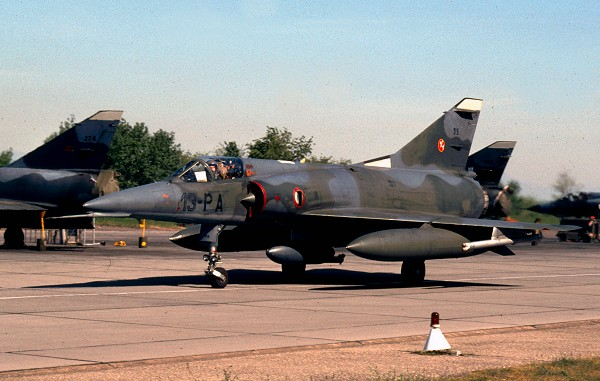
Un Mirage 5 dell'Escadron de chasse 2/13 Alpes dell'Armée de l'air sulla pista di decollo. Si può notare il muso lungo ed appuntito atto ad ospitare un gran numero di componenti elettronici

Il Dassault Mirage 5 è un monomotore a getto da caccia supersonico ad ala delta progettato e prodotto principalmente dall'azienda francese Dassault Aviation dagli anni sessanta.
Derivato dal precedente Mirage III viene tuttora utilizzato da alcune aeronautiche militari mondiali ed è stato utilizzato più volte in operazioni belliche.

## Storia

### Sviluppo
Nella metà degli anni sessanta la direzione tecnica Dassault ritenne si potesse sviluppare un velivolo concepito per l'esportazione, basato sul Mirage III ma dotato di avionica semplificata e destinato a ricoprire i ruoli di ricognitore e supporto aereo tattico a bassa quota. Rompendo la tradizione che aveva assegnato ad ogni nuovo sviluppo una sigla caratterizzata da numeri romani progressivi, il nuovo progetto venne denominato Mirage 5, pare per evitare il rischio di confusione col progetto del Mirage V a decollo verticale.
Inizialmente, l'aeronautica israeliana chiese alla Dassault Aviation di costruire un aereo, una versione semplificata del Mirage III, da usare per l'attacco di terra. Era quindi necessario un modello che riducesse l'avionica di bordo, normalmente situata dietro la cabina di pilotaggio, per ridurre i costi e la manutenzione, e la sostituzione con più capacità di carburante per le missioni d'attacco. Nel progetto fu deciso di sostituire il radar Cyrano con un modello telemetrico molto più piccolo, chiamato Aida, per cui il muso stretto poteva ospitare comunque un gran numero di componenti elettronici, che furono trasferiti.
Il serbatoio così poteva ospitare il 35% di carburante in più.
In seguito, le forze aeree israeliane ordinarono 50 nuovi velivoli di questo tipo. Il prototipo fece il suo primo volo il 19 maggio 1967.
Dopo un attacco all'aeroporto di Beirut da parte delle forze armate israeliane però, il governo francese istituì un embargo su tutte le attrezzature militari verso Israele. Così le forze aeree francesi ricevettero gli aerei inizialmente destinati ad Israele nel 1971. Il Belgio, invece, nel febbraio 1968 decise di rimpiazzare i suoi F-84 Thunderjet con i Mirage 5. L'accordo, firmato nel 1969, prevedeva l'acquisto di 106 aerei, andati in dotazione gradualmente a quattro squadroni.
Negli anni '70, la Dassault ricevette altri numerosi ordini per il suo Mirage 5, anche se è un prodotto qualitativamente inferiore al Mirage III, poiché non è dotato di radar Cyrano. C'è da dire però che alcune versioni del Mirage 5 erano dotate del radar Cyrano e di radar di navigazione, rendendole qualitativamente come il Mirage III.
Altri paesi che hanno acquistato il Dassault Mirage 5 sono:
- La Libia, che ha firmato un accordo per 110 Mirage 5 nel gennaio 1970.
- L'Arabia Saudita, che ne ha ordinati 32 che poi ha consegnato all'Egitto.

L'Egitto ha ricevuto 40 di questi aeroplani anche dalla Libia.

### Versioni
- Mirage 5: versione monoposto da attacco
- Mirage 5E: versione monoposto da caccia
- Mirage 5R: versione monoposto da ricognizione
- Mirage 5D: versione biposto da addestramento
- Mirage 50: versione monoposto aggiornata

### Mirage 50
Alla fine degli anni settanta, la Dassault Aviation stava sviluppando una versione migliorata del Mirage 5, il Mirage 50. Equipaggiato con il più potente Snecma Atar 9K-50 da 7 200 kg di spinta (maggiore di circa il 15%) già installato sul Mirage F1, è dotato di un'avionica aggiornata, con un sistema di navigazione inerziale. Inoltre, opzionalmente i Mirage 50 possono essere equipaggiati con il radar Cyrano IV del Mirage F1 o col radar Agave di cui è dotato il Super Etendard.
Il prototipo ha fatto il suo primo volo il 15 maggio 1979. Il Mirage 50 non riscosse mai un grande successo, fu prodotto in soli 24 esemplari, altri esemplari furono ottenuti riconvertendo dei Mirage 5.

### Mirage 5 ROSE
Nel 1982 il capo di stato maggiore dell'aeronautica pakistana (PAF) decise di acquistare uno squadrone aggiuntivo di Mirage 5 dalla Francia per fornire un supporto effettivo alla Marina.
Negli anni 1990, la PAF lanciò un programma di aggiornamento di metà vita dei velivoli, nome in codice progetto ROSE (Retrofit Of Strike Element), per i suoi aerei Mirage III and Mirage 5, al fine di dotarli di avionica moderna fornita da aziende francesi, italiane e pakistane. La PAF ha acquisito i disegni del progetto dell'aereo dalla Francia, risviluppandolo e ridisegnandolo al Pakistan Aeronautical Complex.
Durante la prima fase del progetto l'aeronautica pakistana acquisì 33 ex Mirage III dall'aeronautica australiana, i quali furono aggiornati e denominati ROSE I. La PAF in seguito si procurò aerei Mirage 5F dall'aeronautica francese in due lotti. Circa 20 degli arei del primo lotto furono aggiornati con nuovi cockpits, suite di navigazione/attacco, sistemi difensivi e sensore a infrarossi (FLIR): questi aerei furoni denominati con il codice ROSE II.
In aggiunta, altri 14 Mirage 5F del secondo lotto furono aggiornati in maniera simile, ma utilizzando sistemi più nuovi e denominati ROSE III. I sensori FLIR permisero ai Mirage 5 ROSE di specializzarsi nell'attacco notturno. Complessivamente tra il 1998 ed il 2010 sono stati acquistati 40 Mirage 5F dalla Francia e 10 Mirage 5F dalla Libia.

## Varianti e operatori
Nota: il numero degli esemplari corrisponde agli aerei consegnati, non tiene conto degli aerei persi in combattimento o in incidenti, né degli aerei rivenduti o dismessi.
 Emirati Arabi Uniti
- Al-Imarat al-'Arabiyya al-Muttahida

(dismessi)
- - Mirage 5 AD: versione d'attacco (12 esemplari)
  - Mirage 5 EAD: versione da caccia (14 esemplari)
  - Mirage 5 DAD: versione biposto d'addestramento (3 esemplari)
  - Mirage 5 RAD: versione da ricognizione (3 esemplari)

 Argentina
- Fuerza Aérea Argentina

(dal 1982 al 2015,  dismessi)
- - 10 Mirage 5P acquistati usati dal Perù durante il corso della guerra delle Falkland, non parteciparono alle operazioni belliche, e vennero assegnati alla VI Brigada Aèrea di Tandil.[5]  Denominati Mirage 5-A Mara dopo un programma di aggiornamento dell'elettronica.[5][6]

 Belgio
- Composante Air de l'armée belge

(dal 1970 al 1993, dismessi)
- - Mirage 5BA: versione d'attacco (63 esemplari)
  - Mirage 5BD: versione biposto d'addestramento (16 esemplari)
  - Mirage 5BR: versione da ricognizione (27 esemplari)

 Cile
- Fuerza Aérea de Chile

(dal 1980 al 2006, dismessi)
- - Mirage 50 FC : 8 esemplari ottenuti modificando 5 vecchi Mirage 5F francesi
  - Mirage 50 CH : 6 esemplari
  - 20 Mirage 5 Elkan (aerei allo standard MIRSIP acquistati usati dal Belgio nel 1994)

 Colombia
- Fuerza Aérea Colombiana

(dal 1972 al 2010, dismessi)
- - Mirage 5 COA: versione d'attacco (14 esemplari)
  - Mirage 5 COD: versione biposto d'addestramento (2 esemplari)
  - Mirage 5 COR: versione da ricognizione (2 esemplari)
  - Mirage 5 COAM: designazione dei 10 aerei aggiornati

 Egitto
- Al-Quwwat al-Jawwiya al-Misriyya

(dal 1972, 60 in servizio al 2011)
- - Mirage 5DE: forniti dalla Libia (20 esemplari)
  - Mirage 5DD: forniti dalla Libia (5 esemplari)
  - Mirage 5D: forniti dalla Libia (20 esemplari)
  - Mirage 5 SDE: versione da caccia con radar Cyrano (32 esemplari)
  - Mirage 5 SDR: versione da ricognizione (6 esemplari)

5 dei 6 esemplari biposto consegnati risultano in servizio all'agosto 2019.
 Francia
- Armée de l'air

(dal 1972 al 1994, dismessi)
- - Mirage 5F: versione d'attacco (50 esemplari)[1] 8 cellule della serie saranno utilizzare per onorare un ordine di Mirage 50 cileni. Quindi, 8 nuovi Mirage 5F saranno costruiti per rimpiazzarli, questo ci riporta a 58 esemplari. Dopo il loro ritiro, numerosi esemplari furono venduti al Pakistan, tra cui l'esemplare numero 44 che si schiantò durante il volo di accettazione nel 2000.
    - Escadron de chasse 3/3 Ardennes
    - Escadron de chasse 2/13 Alpes
    - Escadron de chasse 3/13 Auvergne
- Gabon - Armée de l'air Gabonaise (dal 1977 al 1993, dismessi)
  - Mirage 5 G: 3 esemplari
  - Mirage 5 G2: 4 esemplari
  - Mirage 5 DG: versione biposto d'addestramento (4 esemplari)

 Libia
- Al-Quwwat al-Jawwiyya al-Libiyya

(dal 1971 al 2003, dismessi)
- - Mirage 5DE: versione da caccia con radar Cyrano (32 esemplari, di cui 20 per l'Egitto)
  - Mirage 5DD: versione biposto d'addestramento (15 esemplari, di cui 5 per l'Egitto)
  - Mirage 5DR: versione da ricognizione (10 esemplari)
  - Mirage 5D: versione d'attacco (53 esemplari, di cui 20 per l'Egitto)

 Pakistan
- Pakistan Air Force

28 Mirage 5PA da attacco e 2 Mirage 5DP biposto ordinati nel 1970 e consegnati tra il 1972 ed il 1973, mentre nel 1979 furono ordinati 32 Mirage 5PA3 da attacco antinave dotati di radar Agave e Missili antinave Exocet che furono consegnati nel tra il 1980 e il 1983. Tra il 1998 ed il 2010 sono stati acquisiti 40 Mirage 5F ex francesi e 10 Mirage 5F ex libici. Dal 1999, 34 Mirage 5 sono stati aggiornati (grazie all'allora Sagem e l'allora Selex Galileo che ha fornito il radar Grifo-M3) allo standard Rose-2/3 Per operare come aerei ognitempo.
- Perù - Fuerza Aérea del Perú (dal 1970? al 2002, dismessi)
  - Mirage 5 PA: versione d'attacco (28 esemplari)
  - Mirage 5 DP: versione biposto d'addestramento (6 esemplari)

 Venezuela
- Fuerza Aérea Venezolana

(dal 1973?, dismessi)
- - Mirage 5 V: versione d'attacco  (10 esemplari)

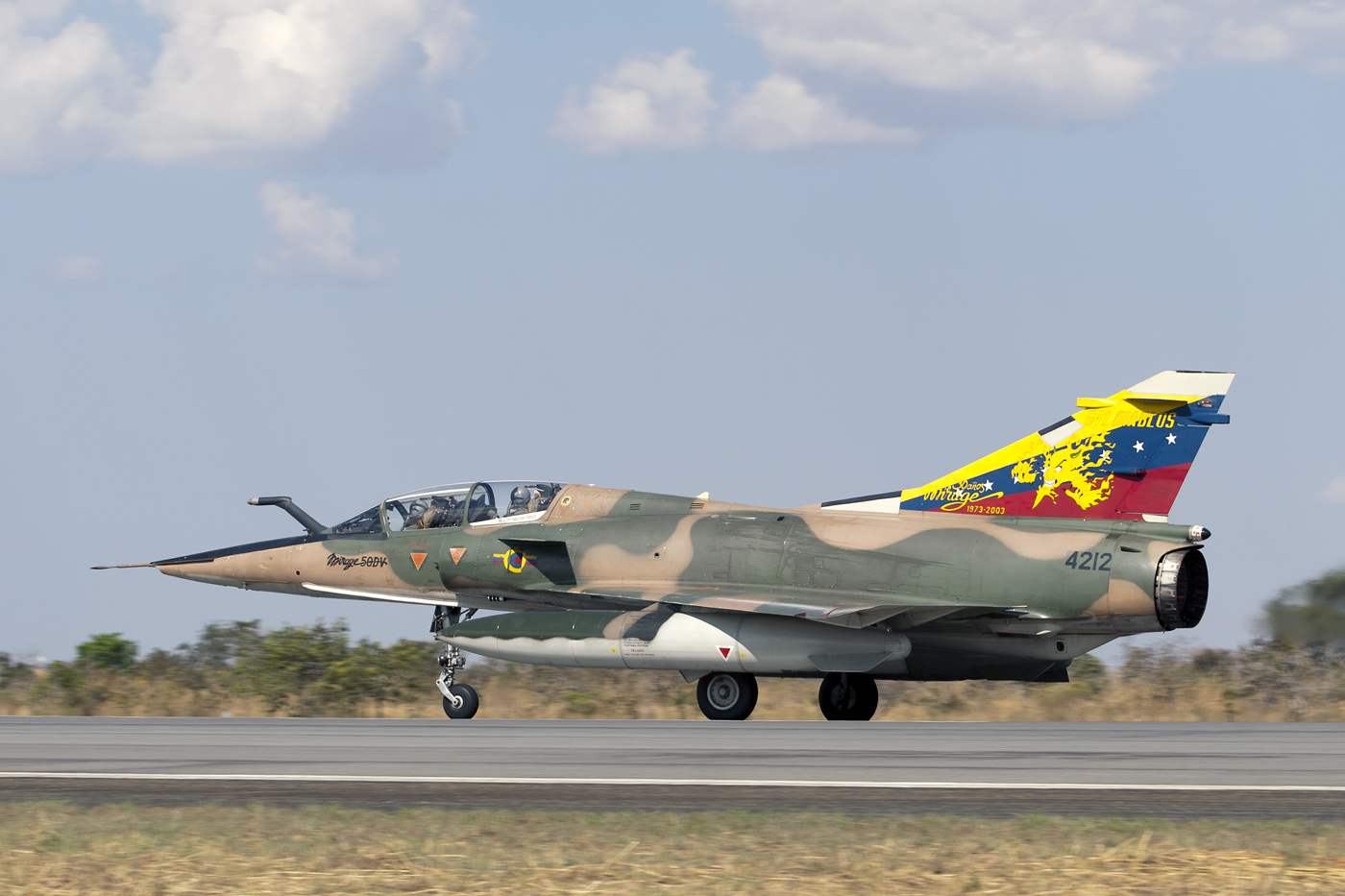
Dassault Mirage 50DV, Fuerza Aérea Venezolana

  - Mirage 5 DV: versione biposto d'addestramento (2 esemplari)
  - Mirage 50 EV : versione da caccia con radar Cyrano (6 esemplari + 10 Mirage III/5 modificati)
  - Mirage 50 DV : versione biposto d'addestramento (1 esemplare)

 Zaire
- Zaire Air Force

(dismessi)
- - Mirage 5 M: 14 esemplari
  - Mirage 5 DM: versione biposto d'addestramento (3 esemplari)

## Utilizzo in battaglia
L'Egitto utilizzò i suoi Mirage 5 durante la guerra del Kippor nel 1973, dove effettuò numerose missioni di attacco sulle posizioni israeliane. Sembrerebbe che una quindicina di apparecchi egiziani furono perduti durante il conflitto, di cui una buona parte abbattuti in volo.
Nel luglio 1977, durante la guerra libico-egiziana, i Mirage dei due paesi si sono ingaggianti. Gli aerei libici hanno effettuato sia missioni di attacco che di intercettazione.
Durante gli anni 1980, la Libia utilizzò i suoi Mirage 5 durante i suoi tentativi di conquistare il Ciad. Almeno due aerei furono perduti durante queste operazioni.

## Nei media
- In ambito videoludico, il Mirage 5 compare nel videogioco Tom Clancy's H.A.W.X. (in versione E).

### Periodici
- Giovanni Collaa, Santiago Rivas, L’argentina saluta i suoi Mirage, in Rivista Aeronautica, n. 1, Roma, Difesa Servizi s.p.a., 2016,  pp. 29-32.